# Mòdul lliure
Si a l'estructura d'espai vectorial hom substitueix el cos d'escalars per un anell, l'estructura obtinguda és la de mòdul. Naturalment, moltes de les propietats es perden en aquest canvi i l'estructura de mòdul lliure és la que més s'acosta a la d'espai vectorial. Resulta significatiu que, per definir-la, només calgui reproduir el fet que qualsevol homomorfisme d'espais vectorials queda determinat quan se'n coneixen les imatges dels elements d'una base.
Posem això en una notació adequada: si {\displaystyle M\,} i {\displaystyle N\,} són espais vectorials i {\displaystyle {\mathcal {B}}} és una base de {\displaystyle M}, una aplicació {\displaystyle j:{\mathcal {B}}\longrightarrow N\,} informa quant a quina és la imatge de cada element de la base {\displaystyle {\mathcal {B}}} de {\displaystyle M} i només d'això. Però aleshores, ha quedat perfectament determinat un homomorfisme {\displaystyle f:M\longrightarrow N\,} de manera que si {\displaystyle i:{\mathcal {B}}\longrightarrow M\,} és la injecció natural, el següent diagrama
| Diagrama |

és commutatiu. La definició del {\displaystyle A}-mòdul lliure sobre el conjunt de generadors explota aquest fet exhaustivament.

## Definició
Siguin {\displaystyle A} un anell commutatiu amb unitat i {\displaystyle S} un conjunt. El {\displaystyle A}-mòdul lliure sobre el conjunt de generadors {\displaystyle S}, denotat {\displaystyle F_{S}}, és l'únic {\displaystyle A}-mòdul proveït d'una aplicació {\displaystyle i:S\longrightarrow F_{S}} que compleix que, per qualsevol altre {\displaystyle A}-mòdul {\displaystyle M} i qualsevol aplicació {\displaystyle f:S\longrightarrow M}, hi ha un únic homomorfisme de mòduls, {\displaystyle {\tilde {f}}:F_{S}\longrightarrow M} que fa que el següent diagrama
| Mòdul lliure |

sigui commutatiu, això és, que {\displaystyle f={\tilde {f}}\circ i\,}.

## Unicitat
Comencem per veure que, si {\displaystyle h:F_{S}\longrightarrow F_{S}\,} és un homomorfisme de mòduls que fa {\displaystyle h\circ i=i\,}, aleshores {\displaystyle h} és la identitat. En efecte, en el diagrama de la dreta
| Unicitat |

la commutativitat és òbvia i la unicitat establerta per la definició per a {\displaystyle {\tilde {i}}=h\,} del diagrama de l'esquerra obliga que {\displaystyle {\tilde {i}}=h={\mbox{Id}}_{F_{S}}\,}.
Sigui ara {\displaystyle \left(F'_{S},i'\right)\,} un altre mòdul lliure sobre el conjunt de generadors {\displaystyle S}. Tenim els següents diagrames commutatius:
| Unicitat |

o sigui,
| {\displaystyle i'={\tilde {i'}}\circ i\,,\qquad i={\tilde {i}}\circ i'\,} |

que, per substitució, dona
| {\displaystyle i'={\tilde {i'}}\circ {\tilde {i}}\circ i'=({\tilde {i'}}\circ {\tilde {i}})\circ i'\,,\qquad i={\tilde {i}}\circ {\tilde {i'}}\circ i=({\tilde {i}}\circ {\tilde {i'}})\circ i\,} |

Ara bé, segons l'observació inicial, ha de ser
| {\displaystyle {\tilde {i'}}\circ {\tilde {i}}={\mbox{Id}}_{F'_{S}}\,,\qquad {\tilde {i}}\circ {\tilde {i'}}={\mbox{Id}}_{F_{S}}\,} |

i, per tant, {\displaystyle {\tilde {i}}} i {\displaystyle {\tilde {i'}}} són inverses l'una de l'altra i, en conseqüència, els dos mòduls lliures, {\displaystyle F_{S}} i {\displaystyle F'_{S}} són isomorfs. A més, per la condició d'unicitat, no hi ha cap altre isomorfisme que respecti les aplicacions {\displaystyle i} i {\displaystyle i'}: tenim, doncs, que aquest isomorfisme és únic.

## Generadors. Bases
El conjunt {\displaystyle i(S)\,} genera el mòdul lliure {\displaystyle F_{S}}, això és, qualsevol submòdul {\displaystyle M\subset F_{S}\,} que contingui {\displaystyle i(S)\,} és exactament igual a {\displaystyle F_{S}}. A més, el conjunt {\displaystyle i(S)\,} és lliure, és a dir, els seus elements són linealment independents.
Per veure-ho, considerem les aplicacions
| {\displaystyle {\begin{matrix}f:S\longrightarrow F_{S}/M&\\f(s)=0\,,&\forall s\in S\end{matrix}}\qquad \qquad {\begin{matrix}\zeta :F_{S}\longrightarrow F_{S}/M&\\\zeta (\varphi )=0\,,&\forall \varphi \in F_{S}\end{matrix}}\,} |

i la projecció canònica {\displaystyle \pi :F_{S}\longrightarrow F_{S}/M\,}. Aleshores, els dos diagrames
| Generadors |

són òbviament commutatius i, de la unicitat, en resulta {\displaystyle \pi =\zeta \,}, és a dir, que la projecció canònica és nul·la i, per tant, que {\displaystyle M=F_{S}\,}.
La independència lineal dels elements de {\displaystyle i(S)\,} es pot establir així: per a un element determinat {\displaystyle s_{0}\in S\,}, considerem l'aplicació 
| {\displaystyle f:S\longrightarrow A\,}                                                                    |
| {\displaystyle f(s)={\begin{cases}0\,,{\mbox{ si }}s\neq s_{0}\\1\,,{\mbox{ si }}s=s_{0}\\\end{cases}}\,} |

En considerar l'anell {\displaystyle A\,} com a {\displaystyle A}-mòdul, hi ha el morfisme induït al mòdul lliure {\displaystyle {\tilde {f}}:F_{S}\longrightarrow A\,} que fa {\displaystyle f={\tilde {f}}\circ i\,}. Prenem ara qualsevol suma finita
| {\displaystyle \sum _{s\in S}a_{s}i(s)=0} |

Tenim:
| {\displaystyle 0={\tilde {f}}(0)={\tilde {f}}\left(\sum _{s\in S}a_{s}i(s)\right)=\sum _{s\in S}a_{s}{\tilde {f}}\left(i(s)\right)=\sum _{s\in S}a_{s}f(s)=a_{s_{0}}f\left(s_{0}\right)=a_{s_{0}}} |

i, com que això s'esdevé per qualsevol índex {\displaystyle s_{0}\in S\,}, resulta que {\displaystyle a_{s}=0\,,\forall s\in S} i la independència lineal queda demostrada. Aleshores, {\displaystyle i(S)\,} és una base del mòdul lliure {\displaystyle F_{S}}.
Inversament, tot {\displaystyle A}-mòdul {\displaystyle M\,} proveït d'una base {\displaystyle {\mathcal {B}}\,}, és a dir, d'un conjunt de generadors lliure, és un mòdul lliure sobre aquest conjunt de generadors. En efecte, primer definim l'aplicació 
| {\displaystyle i:{\mathcal {B}}\longrightarrow M} |
| {\displaystyle i(b)=b}                            |

i ara, si {\displaystyle N\,} és un altre {\displaystyle A}-mòdul i {\displaystyle f:{\mathcal {B}}\longrightarrow N\,} és una aplicació qualsevol de {\displaystyle {\mathcal {B}}} a {\displaystyle N}, l'aplicació
| {\displaystyle {\tilde {f}}:M\longrightarrow M}                                                                                        |
| {\displaystyle {\tilde {f}}(\varphi )={\tilde {f}}\left(\sum _{b\in {\mathcal {B}}}a_{b}b\right)=\sum _{b\in {\mathcal {B}}}a_{b}f(b)} |

és, trivialment, un homomorfisme de {\displaystyle M\,} a {\displaystyle N\,} i el següent diagrama
| Bases |

és commutatiu.
En particular, si l'anell {\displaystyle A} és un cos, aleshores {\displaystyle M} és un espai vectorial sobre {\displaystyle A} i, com a tal, té almenys una base. En conseqüència, tots els espais vectorials són lliures sobre cadascuna de les seves bases.
En realitat, allò que descriu aquest apartat és que un homomorfisme entre {\displaystyle A}-mòduls, el domini del qual és lliure, queda determinat per les imatges dels elements d'una base qualsevol del domini.

## A-mòduls lliures de generació finita
Si {\displaystyle S\,} és un conjunt finit, el {\displaystyle A}-mòdul lliure {\displaystyle F_{S}\,} es diu de generació finita o finitament generat. Hom pot considerar, sense inconvenient, substituir el conjunt {\displaystyle S}, de {\displaystyle n} elements, pel conjunt finit 
| {\displaystyle \left\{1,2,\ldots ,n\right\}\,} |

Aleshores, {\displaystyle F_{S}\,} se sol denotar per {\displaystyle A^{n}\,}, tot expressant que el mòdul lliure sobre el conjunt {\displaystyle \left\{1,2,\ldots ,n\right\}} no és altra cosa que el producte directe de {\displaystyle n\,} exemplars de l'anell {\displaystyle A\,}, els elements en són {\displaystyle n}-tuples d'elements de l'anell, amb la suma de {\displaystyle n}-tuples i la multiplicació per elements de l'anell en la forma usual.

## Matrius
Si {\displaystyle A^{n}\,} és l'{\displaystyle A}-mòdul lliure amb generadors {\displaystyle \left\{1,2,\ldots ,n\right\}}, i {\displaystyle A^{m}\,} és un altre mòdul lliure, una aplicació {\displaystyle f:\left\{1,2,\ldots ,n\right\}\longrightarrow A^{m}} determina un únic homomorfisme {\displaystyle {\tilde {f}}:A^{n}\longrightarrow A^{m}\,} entre ambdós mòduls. La descripció de l'aplicació {\displaystyle f\,} se sol fer mitjançant una matriu de {\displaystyle m\,} files i {\displaystyle n\,} columnes,
| {\displaystyle {\begin{pmatrix}a_{i,j}\end{pmatrix}}\,,\quad i=1,\ldots ,m\,,\quad j=1,\ldots ,n\,} |

d'elements de l'anell {\displaystyle A} de manera que la columna {\displaystyle j} conté l'expressió de {\displaystyle f(j)\in A^{m}} en alguna base d'aquest últim mòdul. La matriu, doncs, determina l'homomorfime {\displaystyle {\tilde {f}}\,} de manera unívoca.
En conseqüència, l'àlgebra de les matrius {\displaystyle m\times n\,} d'elements de l'anell {\displaystyle A} és isomorfa a l'àlgebra dels homomorfismes de {\displaystyle A^{n}} a {\displaystyle A^{m}}.

## Existència
Construirem ara efectivament el {\displaystyle A}-mòdul lliure sobre un conjunt de generadors {\displaystyle S}. El conjunt {\displaystyle F_{s}} és el conjunt de totes les funcions {\displaystyle \varphi :S\longrightarrow A\,} que prenen el valor {\displaystyle 0\in A\,} excepte en un nombre finit d'elements de {\displaystyle S}. Clarament, les operacions
| {\displaystyle \left(\varphi +\psi \right)(s)=\varphi (s)+\psi (s)\,,\qquad \left(a\varphi \right)(s)=a\left(\varphi (s)\right)\,,\qquad \varphi ,\psi \in F_{S}\,,\quad s\in S\,,\quad a\in A\,} |

fan de {\displaystyle F_{s}} un {\displaystyle A}-mòdul.
Però l'aplicació {\displaystyle i:S\longrightarrow F_{S}} definida per
| {\displaystyle i(s)(t)={\begin{cases}0\,,{\mbox{ si }}s\neq t\\1\,,{\mbox{ si }}s=t\\\end{cases}}\qquad s,t\in S\,} |

fa de {\displaystyle F_{s}} el {\displaystyle A}-mòdul lliure sobre un conjunt de generadors {\displaystyle S}. En efecte, sigui {\displaystyle f:S\longrightarrow M\,} una aplicació del conjunt {\displaystyle S\,} sobre un cert {\displaystyle A}-mòdul {\displaystyle M\,}. L'aplicació
| {\displaystyle {\tilde {f}}:F_{S}\longrightarrow M\,}                |
| {\displaystyle {\tilde {f}}(\varphi )=\sum _{s\in S}\varphi (s)f(s)} |

és un morfisme d'{\displaystyle A}-mòduls perquè
| {\displaystyle {\tilde {f}}(\varphi +\psi )=\sum _{s\in S}\left(\varphi +\psi \right)(s)f(s)=\sum _{s\in S}\left(\varphi (s)+\psi (s)\right)f(s)=\sum _{s\in S}\varphi (s)f(s)+\sum _{s\in S}\psi (s)f(s)={\tilde {f}}(\varphi )+{\tilde {f}}(\psi )} |
| {\displaystyle {\tilde {f}}(a\varphi )=\sum _{s\in S}\left(a\varphi (s)\right)f(s)=\sum _{s\in S}a\varphi (s)f(s)=a\sum _{s\in S}\varphi (s)f(s)=a{\tilde {f}}(\varphi )}                                                                             |

i, si {\displaystyle {\tilde {f'}}:F_{S}\longleftrightarrow M\,} és un altre morfisme que fa {\displaystyle {\tilde {f'}}\circ i=f\,}, aleshores, per a {\displaystyle \varphi \in F_{S}\,}, com que {\displaystyle i(S)\,} genera {\displaystyle F_{S}},
| {\displaystyle \varphi =\sum _{s\in S}a_{s}i(s)} |

i
| {\displaystyle {\tilde {f'}}\left(\varphi \right)={\tilde {f'}}\left(\sum _{s\in S}a_{s}i(s)\right)=\sum _{s\in S}a_{s}{\tilde {f'}}(i(s))=\sum _{s\in S}a_{s}f(s)=\sum _{s\in S}a_{s}{\tilde {f}}(i(s))={\tilde {f}}\left(\sum _{s\in S}a_{s}i(s)\right)={\tilde {f}}\left(\varphi \right)} |

i, per tant, {\displaystyle {\tilde {f'}}={\tilde {f}}\,}. En conseqüència, el {\displaystyle A}-mòdul {\displaystyle F_{S}\,} així construït és el {\displaystyle A}-mòdul lliure generat pel conjunt {\displaystyle S}.